# Museu Geológico da Bahia
O Museu Geológico da Bahia (MGB) é um museu brasileiro localizado na Avenida Sete de Setembro, no Corredor da Vitória, na cidade de Salvador, Bahia.
Seu acervo é composto de meteoritos, exposição sobre o universo e o sistema solar, minerais, rochas, recursos minerais, minerais e rochas industriais, artesanato mineral, garimpo, minerais radioativos, gemas, petróleo, exposição sobre o empresário Otto Billian, rochas ornamentais, fósseis e exposição sobre energia dos cristais. É vinculado à Secretaria de Desenvolvimento Econômico do Estado da Bahia.

## Sala esotérica
Na sala denominada "Energia dos Cristais", o MGB apresenta gemas e pedras semipreciosas, bolas de cristal e artesanatos de conchas, associando-os às supostas energias da terapia alternativa conhecida como cromoterapia. Em 2013 a exposição foi criticada por causa dos aspectos pseudocientíficos que apresenta ao público. Em resposta, o diretor do MGB declarou:

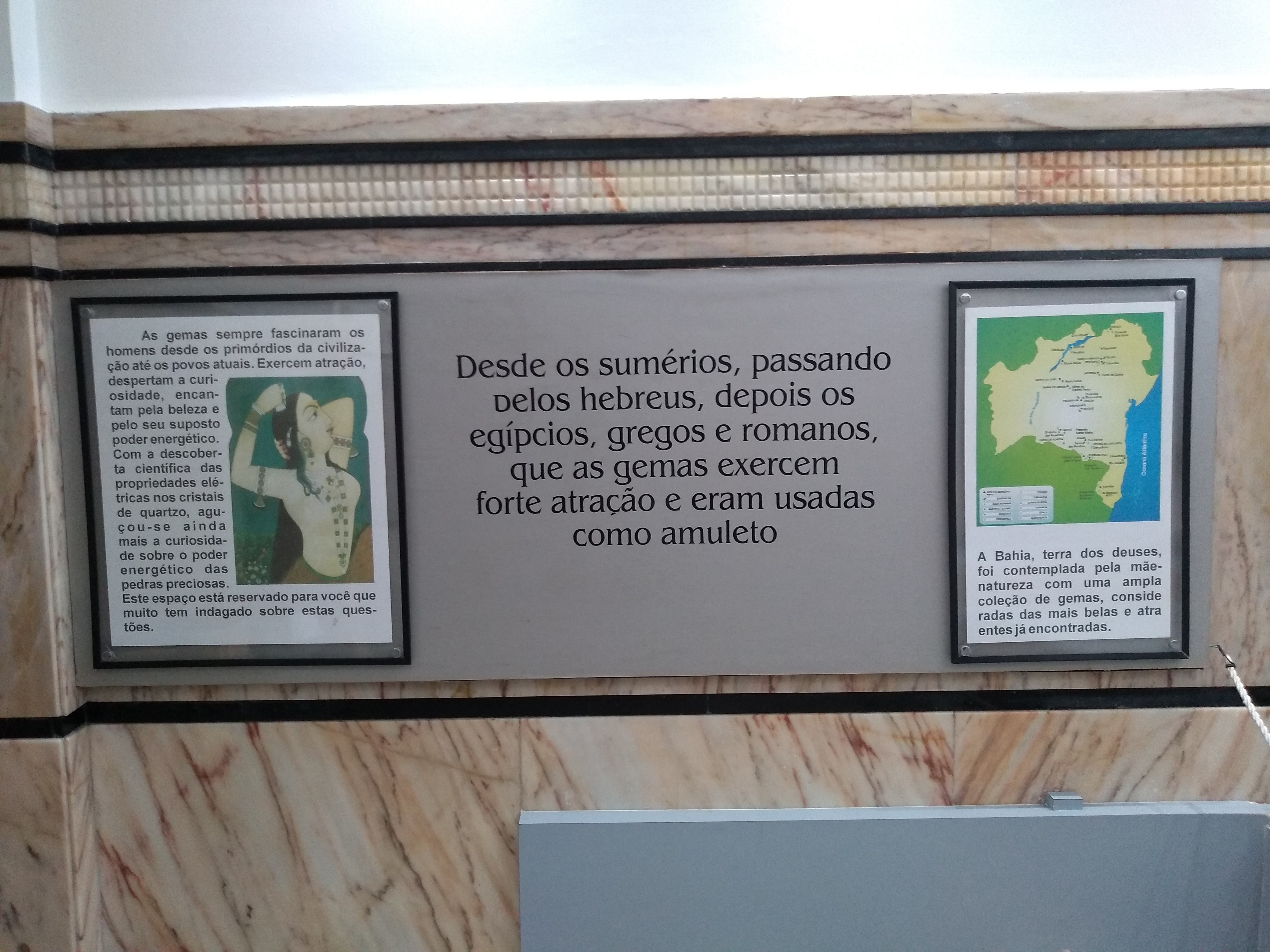
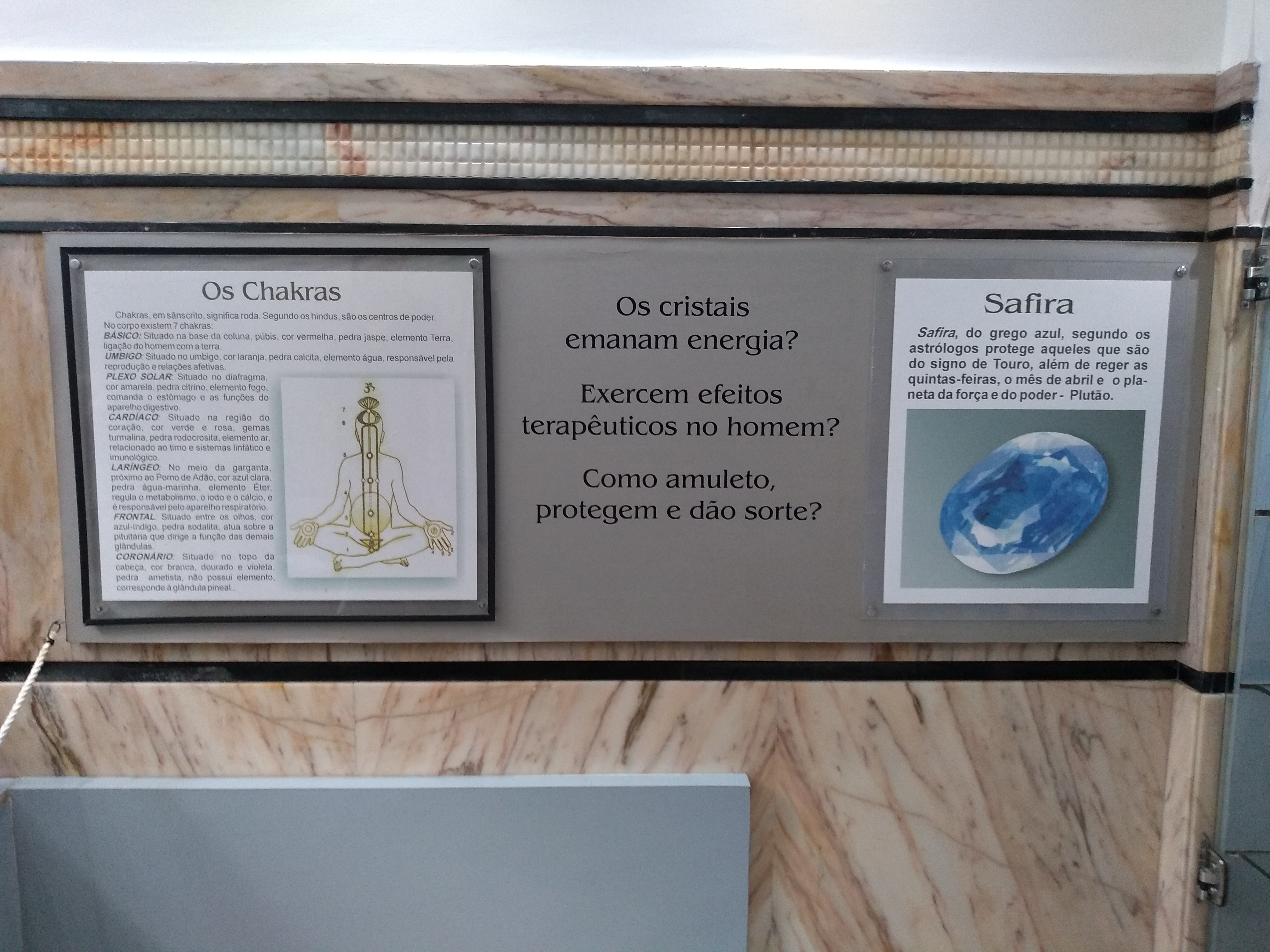
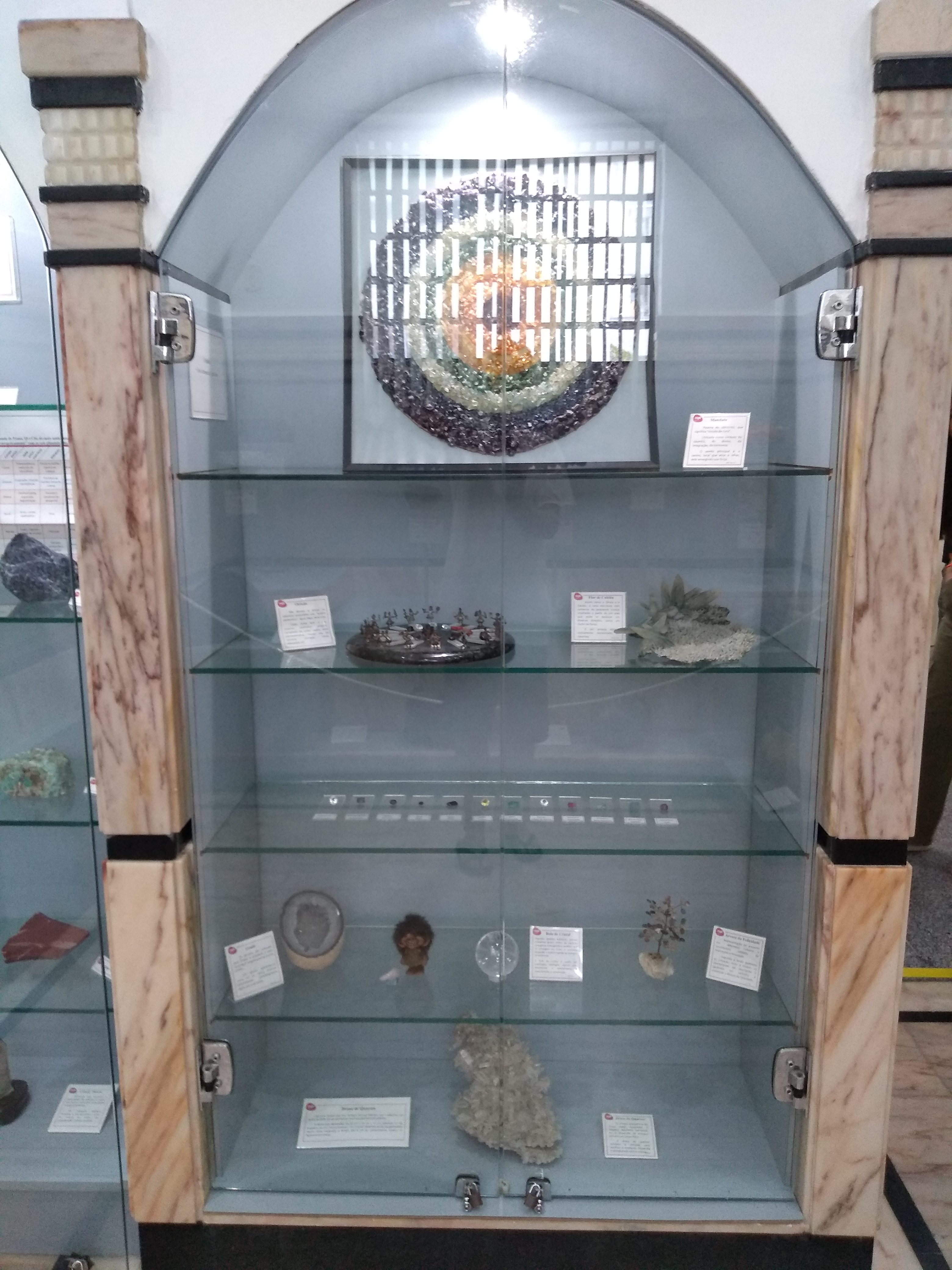
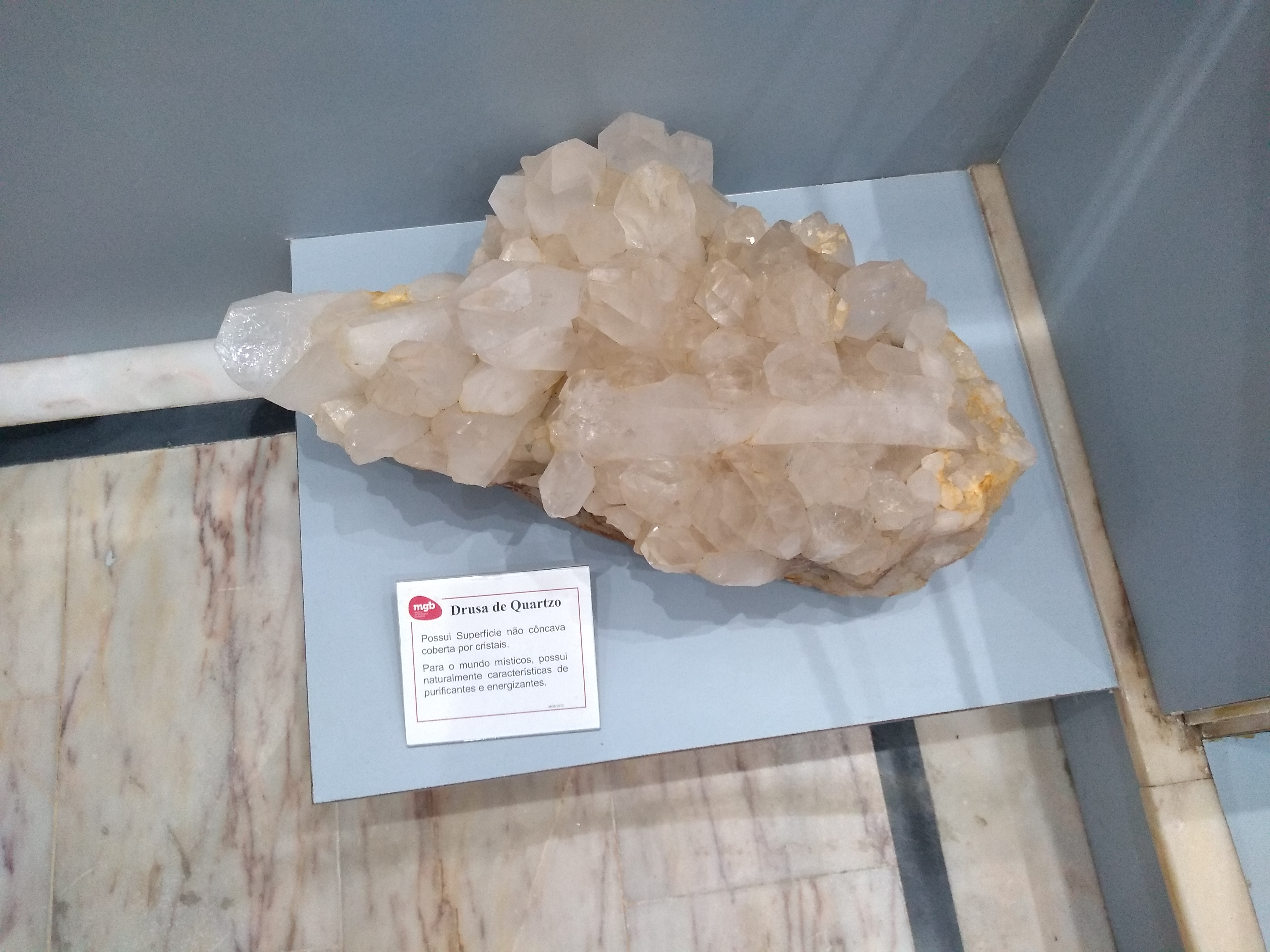
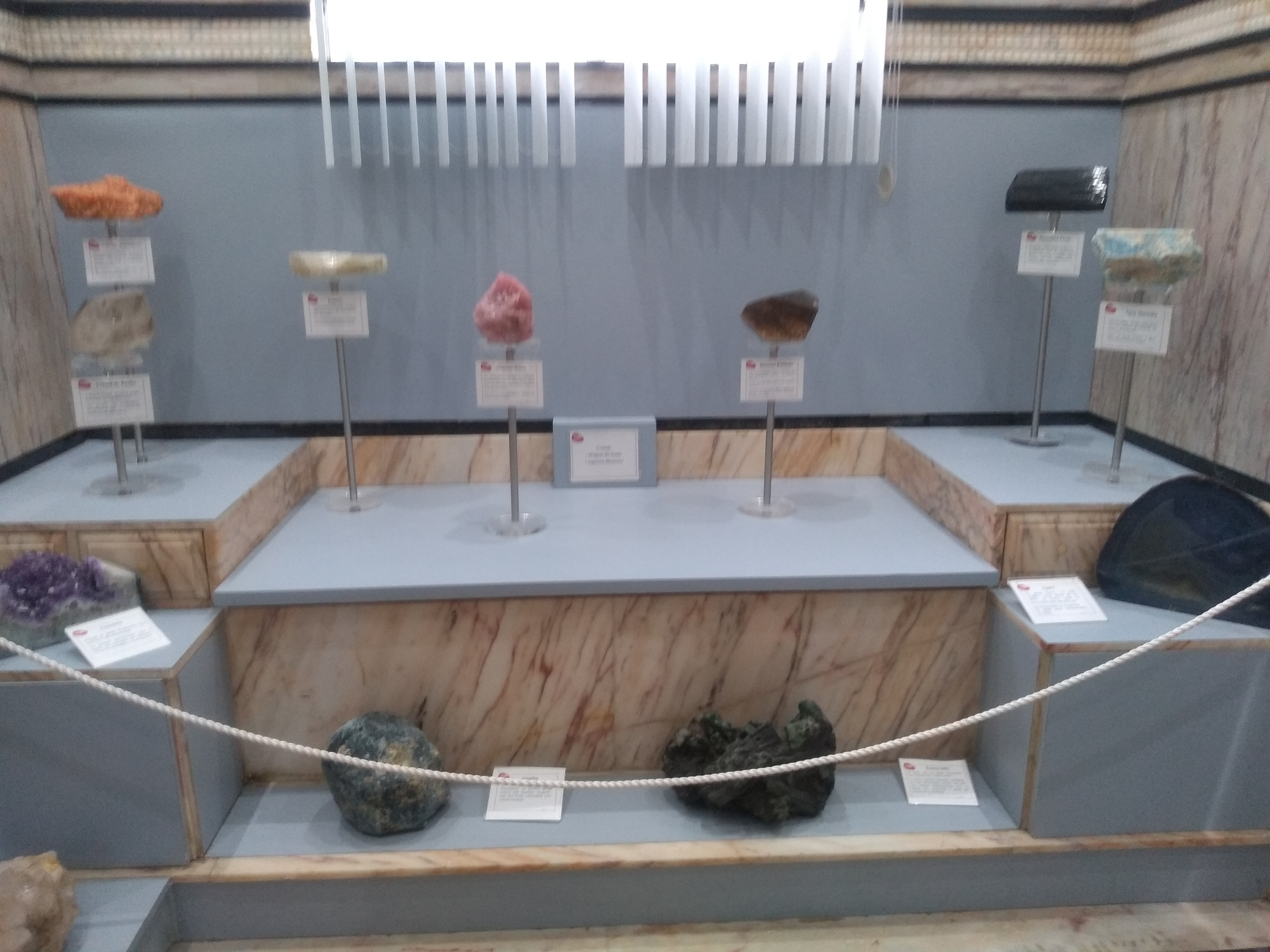

A sala Energia dos Cristais trata apenas do uso milenar dos cristais pela humanidade. Acreditamos que uma instituição museológica pode e deve difundir os conhecimentos para a população como um todo, ou seja, para todos os componentes de uma sociedade pluralista. Foi exatamente dentro desse viés que buscamos atender a demanda de muitos visitantes que nos procuraram para abrir um espaço destinado à Energia dos Cristais.— Heli de Almeida Sampaio Filho, Diretor do MGB